# أديمولا أوكولايا
أديمولا أوكولايا (بالألمانية: Ademola Okulaja) مواليد 10 يوليو 1975 في لاغوس، هو لاعب كرة سلة ألماني معتزل. بدأ مسيرته الاحترافية في سنة 1999. بلغ طوله 6 قدم 9 بوصة (2.1 م). حقق المركز الثالث في بطولة كأس العالم لكرة السلة 2002. اعتزل اللعب في 2009.

## المسيرة الاحترافية
لعب مع ألبا برلين في الدوري الألماني في موسم 1999–2000، ثم لعب مع سانت جوسيب في الدوري الإسباني في موسم 2000–2001، ثم لعب مع برشلونة في موسم 2001–2002، ثم لعب مع بالونكيستو مالقا في الدوري الإسباني في موسم 2002–2003، ثم لعب مع نادي جرندة في موسم 2003–2004، ثم لعب مع تريفيزو لكرة السلة في الدوري الإيطالي في سنة 2004، ثم لعب مع فالنسيا باسكت في الدوري الإسباني في موسم 2004–2005، ثم لعب مع خيمكي في الدوري الروسي في موسم 2006–2007، ثم لعب مع أليكانتي في سنة 2007.

## الميداليات
| الميدالية | المسابقة                         |
| --------- | -------------------------------- |
| برونزية   | بطولة كأس العالم لكرة السلة 2002 |

## روابط خارجية
- أديمولا أوكولايا على موقع الاتحاد الدولي لكرة السلة (الإنجليزية)
- أديمولا أوكولايا على موقع الدوري الأوروبي لكرة السلة (الإنجليزية)
- أديمولا أوكولايا على موقع الدوري الإسباني لكرة السلة (الإسبانية)
- أديمولا أوكولايا على موقع كرة السلة الأوروبية.كوم (الإنجليزية)
- أديمولا أوكولايا على موقع كلية كرة السلة في سبورتس رفرنس.كوم (الإنجليزية)
- أديمولا أوكولايا على موقع ريلجم (الإنجليزية)
- أديمولا أوكولايا على موقع بروبوليرز (الإنجليزية)
- أديمولا أوكولايا على موقع سبورتس رفرنس (الإنجليزية)